# زتا قنطورس
زتا قنطورس یک ستاره است که در صورت فلکی قنطورس قرار دارد.